# 일본항공 446편
일본항공 446편은 1972년 11월 28일, 76명을 태우고 모스크바 셰레미티예보 공항을 이륙하여 도쿄 하네다 공항을 향했다. 기종은 '히다'라는 별명의 미국 더글라스사의 DC-8-62였고, 등록 번호는 JA8040이었다. 1969년 일본 항공에 인도받은 최신형 항공기였다. 덴마크 코펜하겐 공항에서 모스크바를 거쳐 도쿄 하네다 공항으로 가는 항공편이다.
이륙 30초 후 스톨링 현상이 일어났다. 300ft의 고도에서 비행기는 급강하하기 시작했고, 불과 몇 초 만에 활주로 끝에 떨어졌다. 76명 중 8명이 생존했고, 대부분 일등석 탑승객이었다. (일본인 8명, 뉴질랜드인 1명) 
이륙하는 앵글이 너무 크고, 그것 때문에 탑승객들의 짐이 대다수 뒤에 몰렸다. (당시 기내 선반에는 덮개가 없었다.) 덕분에 엔진 속도가 크게 줄었고, 중심이 기체 뒤로 갔다. 그러자 기체의 이륙 각도는 점점 수직에 가까워지며, 기체의 뒷부분이 땅에 닿으며 땅에 곤두박질쳤다. 그래서 기체의 앞쪽에 앉아 있던 일등석 승객들이 피해를 덜 받은 것이다. 이 사고의 원인은 코이치 핫토리 기장이 그라운드 스포일러 레버를 당겨야 할 것을 랜딩 기어 레버를 당긴 것 때문이다. 이후, DC-8 기종은 스포일러 레버를 이륙 시 당기지 않도록 매뉴얼을 바꾸었다고 한다.